# Braives
Braives là một đô thị ở tỉnh Liège. Tại thời điểm ngày 1 tháng 1 năm 2006, Braives có tổng dân số 5.579 người. Tổng diện tích là 44,00 km² với mật độ dân số 127 người trên mỗi km².
Fallais là một trong 8 làng ở Braives. Fallais có tòa lâu đài thời Trung cổ và các địa điểm thu hút khách du lịch khác.
Đô thị Braives có 8 làng và 3 làng nhỏ: Ciplet, Avennes, Latinne, Tourinne, Fallais, Fumal, Ville-en-Hesbaye and Braives.